# Lucha contra el terrorismo en el País Vasco
La lucha contra el terrorismo en el País Vasco, también llamado conflicto vasco, o guerra España-ETA,  fue un período de crisis armada, social y política entre el 31 de julio de 1959 y el 20 de octubre de 2011 (aunque la disolución total de ETA se llevó a cabo en 2018), que enfrentó a los gobiernos de España y posteriormente Francia contra la organización terrorista ETA apoyada por organizaciones nacionalistas vascas que exigían la conversión de la región de Euskal Herria —repartida entre España y Francia— en un estado independiente de inspiración marxista en la península ibérica.

## Trasfondo histórico
El nacionalismo vasco ya existía desde el siglo XIX, se solía representar de una manera romántica frente al nacionalismo español. Antes de la guerra civil española (1936-1939) fue uno de los fichajes políticos de «diversidad cultural» de la Segunda República Española hasta que los nacionalistas intentaron crear la República Vasca lo que les hizo perder el apoyo oficial de la débil República y prácticamente desaparecer ante la victoria del bando sublevado tiempo después. Durante los últimos años de la dictadura de Francisco Franco la aparición de ideólogos de extrema izquierda en el País Vasco es lo que motivo la aparición de ETA, que interpretó de una manera propia las posturas nacionalistas con la guerra de guerrillas y lo que dio inicio a la lucha independentista propiamente dicha, dicho suceso trajo la muerte de mil personas repartidas en toda España y Francia, provocando oleadas de desplazados internos y creando secuelas de xenofobia en ambos bandos que hasta hoy persiste.

## Desarrollo

### Separatismo vasco
El terrorismo era liderado principalmente por la organización terrorista Euskadi Ta Askatasuna (ETA), que se auto ubicaba en la rama de la izquierda abertzale. Los métodos utilizados por ETA se engloban dentro de los parámetros de terrorismo desde el inicio de sus operaciones contra entidades públicas españolas en 1959. Por tal motivo es catalogado como organización terrorista por España, Francia y Estados Unidos. El conflicto se desarrolló principalmente en territorio español, teniendo su punto de partida en la comunidad autónoma del País Vasco, y luego esparciéndose por toda España y parte de la región cultural del País Vasco francés de Francia.

### Partes del conflicto
Igualmente el conflicto tenía dimensiones tanto políticas como militares. Entre los participantes se los podía dividir en dos grandes bandos, los separatistas vascos a menudo con socialistas, hispanofóbicos así como todos los nacionalistas vascos y los anticapitalistas de los Comandos Autónomos, mientras los gobiernos de España y Francia a sus respectivas fuerzas públicas y militares, así como a grupos paramilitares reaccionarios contrarrevolucionarios tardofranquistas como los Grupos Antiterroristas de Liberación, el Batallón Vasco Español y Guerrilleros de Cristo Rey de posiciones tan variantes como el anticomunismo, el catolicismo, el españolismo y la extrema derecha.

## Consideraciones europeas
La lucha contra el terrorismo etarra ha proporcionado una gran experiencia y profesionalización de las fuerzas y cuerpos de seguridad españolas en antiterrorismo, que los han convertido en los mejores en cuanto a la lucha antiterrorista en Europa. La lucha también sirvió para la creación de la legislación antiterrorista española que penalizó a los que actuaban bajo las direcciones del terrorismo vasco.